# مهتاب و کاکتوس (فیلم ۱۹۳۲)
مهتاب و کاکتوس (انگلیسی: Moonlight and Cactus) فیلمی کوتاه به کارگردانی راسکو آربوکل با نام مستعار ویلیام گودریچ محصول سال ۱۹۳۲ کشور ایالات متحده آمریکا است.

## بازیگران
- تام پاتریکولا
- چارلز یودلز
- چارلز دورتی
- لوئیس لورن
- رنه بوردن